# Dingli
Dingli és una ciutat de Malta situada a la costa sud-oest, a 13 km de La Valletta i 2 km de Rabat. Té una població de 3326 habitants (cens de 2005) i una superfície de 5,7 km². És un lloc conegut pels penya-segats que hi ha a la costa. La parròquia, al centre de la població, està dedicada a l'Assumpció de Maria.